# Grästjärnen (Söderbärke socken, Dalarna)
Grästjärnen är en sjö i Smedjebackens kommun i Dalarna och ingår i Norrströms huvudavrinningsområde.